# ミッチ・ウィリアムス
ミッチェル・スティーブン・ウィリアムス（Mitchell Steven Williams , 1964年11月17日 - ）はアメリカ・メジャーリーグで活躍した投手。左投左打。
アメリカ合衆国カリフォルニア州サンタアナ出身。
ニックネームは「Wild Thing」（映画「メジャーリーグ」のチャーリー・シーン扮する投手リッキー・ボーンの愛称に因む）。

## 人物・来歴
1986年にテキサス・レンジャーズでメジャーデビュー。この年新人でいきなり80試合に登板し、新人の最多登板記録を更新。
1987年は85試合（自己最多）に登板し、108回2/3を投げて奪三振129、与四死球101。
1988年はクローザーも務め、16セーブをあげる。
1988年オフにラファエル・パルメイロらとの交換トレードでシカゴ・カブスに移籍。
1989年に映画「メジャーリーグ」が封切られると、投げ終わって三塁側に倒れこむ程の力強いフォームから、時速90マイル（145km/h）を楽に越す速球を投げるが、コントロールが悪く、まさにリッキー・ボーン（チャーリー・シーンが演じる投手）のキャラクターそのもののようなウィリアムスを見たリグレー・フィールドのオルガン奏者が、映画の中でのリッキーの登場曲「Wild Thing」（演奏者はX）を演奏したところこれがマッチし、以後、同名の愛称がウィリアムスにつけられることとなった。後年、1993年以後は背番号も映画の中のリッキーと同じ「99」（時速99マイル=約159km/hの速球を投げることにちなむ）に変更した。
この1989年には、76試合に登板して4勝4敗36セーブの活躍でチームのナ・リーグ東地区優勝に貢献する。また、オールスター出場も果たした。
1991年にはフィラデルフィア・フィリーズに移籍し、この年は12勝5敗30セーブをあげる。特に8月には8勝をあげた。
1992年も29セーブをあげる。
そして1993年には自己最多の43セーブをあげ、チームの地区優勝に貢献。
アトランタ・ブレーブスとのナ・リーグチャンピオンシップシリーズでは2勝2セーブをあげて4勝すべてに貢献して、チームをワールドシリーズに導く（ただし、2勝はいずれもセーブ失敗してついたもの）。
そして、トロント・ブルージェイズとのワールドシリーズが、野球人生を暗転へと追い込むこととなってしまった。
第2戦ではセーブをあげるが、乱打戦となった第4戦で、フィリーズは最大5点差をつけていたが8回にブルージェイズが猛攻。
ウィリアムスも登板したが14対15と逆転を許し、敗戦投手となった。フィラデルフィアのファンはブーイングだけでは収まらずに、ウィリアムスに襲いかかった。なお、この試合の両チーム合計29得点はワールドシリーズ記録である。
さらにフィリーズの2勝3敗で迎えた第6戦。フィリーズは7回にレニー・ダイクストラの3点ホームラン等で5点を奪って6対5と逆転。
そして、3勝3敗のタイに持ち込むべく、満を持して9回にウィリアムスをマウンドへ送ったが、2走者を出してジョー・カーターに投じた渾身のスライダーを逆転サヨナラ3ランホームランとされてしまった。
ワールドシリーズがサヨナラホームランで幕を閉じるのは1960年（打ったのはピッツバーグ・パイレーツのビル・マゼロスキー）以来33年ぶりとなった。
さらに、悪送球となった牽制球が一塁手ジョン・クルックの股間を直撃し、保護カップがウィリアムスの「速球」に役に立たず、それが原因でクルックが精巣癌となり、結果として選手生命を短くするという事故もあり、これらの精神的なショックから立ち直ることができず、
1994年はヒューストン・アストロズに移籍して1勝4敗6セーブ、防御率7.65の散々な成績に終わる。
1995年にカリフォルニア・エンゼルス、1年おいて1997年にカンザスシティ・ロイヤルズでプレイするが、セーブすらあげることができず、1997年限りで現役引退した。
通算192セーブは2011年終了時点でメジャー歴代46位。
691回1/3を投げて660奪三振は9イニング平均8.59。四球も544あり、こちらは7.08。2011年シーズン終了時点で通算セーブでメジャー歴代50位以内に入っている投手（以下同様）で、9イニングあたりの平均与四球が5以上という投手は他になく、最高でもアーマンド・ベニテスの4.66。4.0以上も他にグレッグ・オルソン（4.42）、ランディ・マイヤーズ（4.03）、フランシスコ・コルデロ（4.08）、ブラッド・リッジ（4.24）だけであり、ウィリアムスの荒れ球・制球難が相当のものであったことは、これだけで十分に説明がつく。WHIP（投球回あたり与四球・被安打数合計）は1.56で、通算セーブ歴代50傑で最下位。ただし通算の被打率は.218で、この点ではほぼ同時期の活躍になるリー・スミス（.237）、デニス・エカーズリー（.243）、デーブ・リゲッティ（.244）、グレッグ・オルソン（.239）、ランディ・マイヤーズ（.233）らよりも優れている。
前出のジョー・カーターにHRを食らった試合の解説（NHK BS）は星野仙一であったが、あまりの荒れ球に「私ならこんな投手は使わない」と憤慨していた。その発言の後、HRを打たれてしまった。
1993年7月2日のサンディエゴ・パドレス戦では延長14回に登板し、クローザーには珍しいサヨナラヒットを打つ。この試合はダブルヘッダーの第二試合で、雨による中断もあったため第一試合の試合開始から12時間以上に及ぶロングゲームで、時刻は翌日未明4時40分。相手投手はトレバー・ホフマンであった。そもそも打席に立ったのも、このシーズン65試合に登板してこの一度だけであった。通算でもわずか16打席のみだが、このサヨナラヒットも含めて3安打。1989年にはホームランも打っている。
メジャーからの引退後、2001年に独立リーグアトランティックシティ・サーフドッグスで現役復帰。
2002年と2003年は同チームの監督を務める。
現在はフィラデルフィアでラジオ番組のパーソナリティを務めるほか、フィリーズの試合の解説も務める。

## 詳細情報

### 年度別投手成績 (MLB)
| 年 度      | 球 団      | 登 板 | 先 発 | 完 投 | 完 封 | 無 四 球 | 勝 利 | 敗 戦 | セ 丨 ブ | ホ 丨 ル ド | 勝 率 | 打 者 | 投 球 回 | 被 安 打 | 被 本 塁 打 | 与 四 球 | 敬 遠 | 与 死 球 | 奪 三 振 | 暴 投 | ボ 丨 ク | 失 点 | 自 責 点 | 防 御 率 | W H I P |
| ---------- | ---------- | ----- | ----- | ----- | ----- | -------- | ----- | ----- | -------- | ----------- | ----- | ----- | -------- | -------- | ----------- | -------- | ----- | -------- | -------- | ----- | -------- | ----- | -------- | -------- | ------- |
| 1986       | TEX        | 80    | 0     | 0     | 0     | 0        | 8     | 6     | 8        | -           | .571  | 435   | 98.0     | 69       | 8           | 79       | 8     | 11       | 90       | 5     | 5        | 39    | 39       | 3.58     | 1.51    |
| 1987       | TEX        | 85    | 1     | 0     | 0     | 0        | 8     | 6     | 6        | -           | .571  | 469   | 108.2    | 63       | 9           | 94       | 7     | 7        | 129      | 4     | 2        | 47    | 39       | 3.23     | 1.45    |
| 1988       | TEX        | 67    | 0     | 0     | 0     | 0        | 2     | 7     | 18       | -           | .222  | 296   | 68.0     | 48       | 4           | 47       | 3     | 6        | 61       | 5     | 6        | 38    | 35       | 4.63     | 1.40    |
| 1989       | CHC        | 76    | 0     | 0     | 0     | 0        | 4     | 4     | 36       | -           | .500  | 365   | 81.2     | 71       | 6           | 52       | 4     | 8        | 67       | 6     | 4        | 27    | 25       | 2.76     | 1.51    |
| 1990       | CHC        | 59    | 2     | 0     | 0     | 0        | 1     | 8     | 16       | -           | .111  | 310   | 66.1     | 60       | 4           | 50       | 6     | 1        | 55       | 4     | 2        | 38    | 29       | 3.93     | 1.66    |
| 1991       | PHI        | 69    | 0     | 0     | 0     | 0        | 12    | 5     | 30       | -           | .706  | 386   | 88.1     | 56       | 4           | 62       | 5     | 8        | 84       | 4     | 1        | 24    | 23       | 2.34     | 1.34    |
| 1992       | PHI        | 66    | 0     | 0     | 0     | 0        | 5     | 8     | 29       | -           | .385  | 368   | 81.0     | 69       | 4           | 64       | 2     | 6        | 74       | 5     | 3        | 39    | 34       | 3.78     | 1.64    |
| 1993       | PHI        | 65    | 0     | 0     | 0     | 0        | 3     | 7     | 43       | -           | .300  | 281   | 62.0     | 56       | 3           | 44       | 1     | 2        | 60       | 6     | 0        | 30    | 23       | 3.34     | 1.61    |
| 1994       | HOU        | 25    | 0     | 0     | 0     | 0        | 1     | 4     | 6        | -           | .200  | 106   | 20.0     | 21       | 4           | 24       | 2     | 1        | 21       | 1     | 0        | 17    | 17       | 7.65     | 2.25    |
| 1995       | CAL        | 20    | 0     | 0     | 0     | 0        | 1     | 2     | 0        | -           | .333  | 65    | 10.2     | 13       | 1           | 21       | 0     | 2        | 9        | 2     | 1        | 10    | 8        | 6.75     | 3.19    |
| 1997       | KC         | 7     | 0     | 0     | 0     | 0        | 0     | 1     | 0        | -           | .000  | 38    | 6.2      | 11       | 2           | 7        | 1     | 0        | 10       | 2     | 0        | 8     | 8        | 10.80    | 2.70    |
| 通算：11年 | 通算：11年 | 619   | 3     | 0     | 0     | 0        | 45    | 58    | 192      | -           | .437  | 3119  | 691.1    | 537      | 49          | 544      | 39    | 52       | 660      | 44    | 24       | 317   | 280      | 3.65     | 1.56    |

- 「-」は記録なし。
- 太字はリーグ1位。
- 1996年は試合出場なし。

### 獲得タイトル・表彰・記録
- オールスターゲーム選出：1回 (1989年)
- ピッチャー・オブ・ザ・マンス：1回 (1991年8月)

### 背番号
- 28 (1986年 - 1992年)
- 99 (1993年 - 1995年)
- 49 (1997年)